# Sona (rzeka)
Sona – rzeka, lewobrzeżny dopływ Wkry o długości 71,69 km i zlewni 536,5 km².
Rzeka ma źródła w okolicach wsi Radomka w powiecie ciechanowskim, uchodzi do Wkry w okolicach wsi Popielżyn-Zawady na terenie powiatu płońskiego. Po drodze przepływa między innymi przez Sońsk i Nowe Miasto (Zalew Nowomiejski). Dopływami Sony są Kolnica, Sona Prawa i Tatarka.